# St Boswells
St Boswells (Cille Bhoisil in lingua gaelica scozzese) è una località della Scozia, situata nell'area di consiglio di Scottish Borders.